# Campionati italiani maschili assoluti di atletica leggera 1940
I XXXI campionati italiani assoluti di atletica leggera si svolsero presso l'Arena Civica di Milano il 20 e 21 luglio 1940. La classifica per società ha visto trionfare il Gruppo Sportivo Baracca Milano.
Il titolo di campione italiano di maratonina fu assegnato il 26 maggio all'Arena Civica di Milano, mentre quelli di maratona e marcia 50 km furono assegnati rispettivamente il 22 settembre a Roma e il 18 agosto a Bologna. Infine, le gare del decathlon si svolsero il 5 e 6 ottobre a Torino.

## Risultati

### Le gare del 20-21 luglio a Milano
| Specialità             | Oro                                                                                  | Prestazione | Argento                                               | Prestazione | Bronzo                                                  | Prestazione |
| Corse                  |                                                                                      |             |                                                       |             |                                                         |             |
| 100 m                  | Carlo Monti Pro Patria Oberdan Milano                                                | 10"5        | Guido Gritti Gruppo Sportivo Baracca Milano           | 10"6        | Orazio Mariani Gruppo Sportivo Baracca Milano           | 10"6        |
| 200 m                  | Tullio Gonnelli Gruppo Sportivo Baracca Milano                                       | 21"7        | Edoardo Daelli Pro Patria Oberdan Milano              | 21"8        | Bruno Mainardi Pro Patria Oberdan Milano                | 22"1        |
| 400 m                  | Mario Lanzi Gruppo Sportivo Baracca Milano                                           | 47"6        | Aldo Ferassutti Associazione Sportiva Udinese         | 48"7        | Ottavio Missoni GUF Dalmata                             | 49"1        |
| 800 m                  | Gioacchino Dorascenzi Gruppo Sportivo Baracca Milano                                 | 1'53"0      | Bruno Donnini ASSI Giglio Rosso                       | 1'54"1      | Carlo Guasconi Gruppo Sportivo Baracca Milano           | 1'54"2      |
| 1500 m                 | Guerrino Vitale Gruppo Sportivo Tellini                                              | 3'58"4      | Eraldo Colombo Gruppo Sportivo Baracca Milano         | 3'58"6      | Savino Scopel Pro Patria Oberdan Milano                 | 4'01"3      |
| 5000 m                 | Giuseppe Beviacqua Polisportiva Giordana Genova                                      | 14'52"4     | Salvatore Mastroieni Dopolavoro FIAT Torino           | 15'09"8     | Cesarino Bianchi Virtus Bologna Sportiva                | 15'27"8     |
| 10 000 m               | Cristofano Sestini ASSI Giglio Rosso                                                 | 3'33"8      | Giovanni Torassa Polisportiva Giordana Genova         | 33'24"0     | Burlo                                                   | 33'45"4     |
| Marcia 10 000 m        | Giuseppe Kressevich Società Sportiva Giovinezza Trieste                              | 48'20"8     | Giuseppe Malaspina Dopolavoro ferroviario Milano      | 49'31"2     | Luigi Peri 6ª legione Milizia ferroviaria Bologna       | 50'42"0     |
| 110 m hs               | Gianni Caldana Pro Patria Oberdan Milano                                             | 14"8        | Guido Gritti Gruppo Sportivo Baracca Milano           | 15"0        | Edoardo Eritale Pro Patria Oberdan Milano               | 15"0        |
| 400 m hs               | Giuseppe Fantone Pro Patria Oberdan Milano                                           | 55"7        | Guerrino Colautti Società Sportiva Giovinezza Trieste | 55"9        | Angelo Lualdi Gruppo Sportivo Baracca Milano            | 55"9        |
| 3000 m siepi           | Giuseppe Lippi ASSI Giglio Rosso                                                     | 10'15"4     | Guglielmo Borroni GUF Varese                          | 10'20"8     | Antonio Cominoli Gioventù italiana del littorio Novara  | 10'22"2     |
| Staffetta 4×100 m      | GS Baracca Milano Orazio Mariani Mario Lanzi Adriano Ambrosini Tullio Gonnelli       | 41"6        | Pro Patria Oberdan Milano                             | 42"2        | ASSI Giglio Rosso                                       | 43"4        |
| Staffetta 4×400 m      | GS Baracca Milano Armando Pennati Angelo Lualdi Carlo Guasconi Gioacchino Dorascenzi | 3'21"9      | SS Giovinezza Trieste                                 | 3'26"3      | 6ª legione Milizia ferroviaria Bologna                  | 3'26"4      |
| Salti                  |                                                                                      |             |                                                       |             |                                                         |             |
| Salto in alto          | Alfredo Campagner Dopolavoro Lane Rossi Schio                                        | 1,90 m      | Renato Dotti Virtus Bologna Sportiva                  | 1,87 m      | Gervasio Bastino Dopolavoro FIAT Torino                 | 1,85 m      |
| Salto con l'asta       | Umberto Ballerini Dopolavoro Cosimini Grosseto                                       | 3,80 m      | Giambattista Boscutti Virtus Bologna Sportiva         | 3,80 m      | Marino Ratta 6ª legione Milizia ferroviaria Bologna     | 3,80 m      |
| Salto in lungo         | Arturo Maffei ASSI Giglio Rosso                                                      | 7,14 m      | Gino Pederzani 6ª legione Milizia ferroviaria Bologna | 7,06 m      | Govoni                                                  | 6,71 m      |
| Salto triplo           | Alessandro Bettaglio Gruppo Sportivo Baracca Milano                                  | 14,53 m     | Piero Pieracci ASSI Giglio Rosso                      | 14,51 m     | Fulvio Pellarini Società Sportiva Giovinezza Trieste    | 14,37 m     |
| Lanci                  |                                                                                      |             |                                                       |             |                                                         |             |
| Getto del peso         | Angiolo Profeti ASSI Giglio Rosso                                                    | 14,74 m     | Alberto Paolone Gruppo Sportivo del Carnaro           | 14,27 m     | Ruggero Biancani Virtus Bologna Sportiva                | 13,91 m     |
| Lancio del disco       | Angiolo Profeti ASSI Giglio Rosso                                                    | 46,92 m     | Ruggero Biancani Virtus Bologna Sportiva              | 45,64 m     | Aroldo Spaggiari 6ª legione Milizia ferroviaria Bologna | 44,96 m     |
| Lancio del martello    | Vladimiro Superina GUF Roma                                                          | 48,16 m     | Giovanni Cantagalli ASSI Giglio Rosso                 | 46,17 m     | Angelo Porracin Pro Patria Oberdan Milano               | 45,69 m     |
| Lancio del giavellotto | Bruno Rossi Virtus Bologna Sportiva                                                  | 60,64 m     | Antonio Vukassina GUF Dalmata                         | 60,56 m     | Raffaele Drei Pro Patria Oberdan Milano                 | 57,65 m     |

### La mezza maratona il 26 maggio a Milano
| Specialità                      | Oro                                   | Prestazione | Argento                               | Prestazione | Bronzo                | Prestazione |
| Mezza maratona (25 km su pista) | Savino Resta Società Sportiva Parioli | 1h27'51"    | Romano Maffeis Sport Fascista Bergamo | 1h29'11"    | Umberto De Florentiis | 1h29'56"    |

### La marcia 50 km del 18 agosto a Bologna
| Specialità   | Oro                                                       | Prestazione | Argento                                          | Prestazione | Bronzo                                          | Prestazione |
| Marcia 50 km | Alighiero Guglielmi 4ª legione Milizia ferroviaria Verona | 4h55'59"    | Giuseppe Malaspina Dopolavoro ferroviario Milano | 5h07'17"    | Vincenzi 6ª legione Milizia ferroviaria Bologna | 5h09'14"    |

### La maratona del 22 settembre a Roma
| Specialità | Oro                             | Prestazione | Argento                                             | Prestazione | Bronzo                                     | Prestazione |
| Maratona   | Salvatore Costantino GUF Napoli | 2h35'43"    | Giovanni Furlan Società Sportiva Giovinezza Trieste | 2h41'50"    | Aurelio Asoletti Dopolavoro Pirelli Milano | 2h43'44"    |

### Il decathlon del 5-6 ottobre a Torino
| Specialità | Oro                                                | Prestazione | Argento                                 | Prestazione | Bronzo                              | Prestazione |
| Decathlon  | Armando Ossena Società Ginnastica Costantino Reyer | 6245 p.     | Gervasio Bastino Dopolavoro FIAT Torino | 5936 p.     | Bruno Rossi Virtus Bologna Sportiva | 5333 p.     |